# Loibach
Loibach (slowenisch Libuče); ma: Leupach, Leugach ist ein Ort auf dem Gemeindegebiet der Stadt Bleiburg im österreichischen Bundesland Kärnten. Er befindet sich ungefähr zwei Kilometer südlich von Bleiburg und zwei Kilometer westlich der österreichisch-slowenischen Staatsgrenze und liegt unter der Petzen.
Die Stadtgemeinde Bleiburg hat 4.093 Einwohner. Davon leben im Ort Loibach 399 Einwohner.

## Geschichte
Die fruchtbaren Felder entlang des Loibacher Baches (historisch slo: Lebuča) wurden schon sehr früh bewirtschaftet und entlang des „lieblichen Baches“ entstanden erste Wohnstätten. Der Fund eines Serpentinlochbeiles (um 2.200 v. Chr.) und weitere vorgeschichtliche Artefakte zeugen von dieser ersten Besiedlung. Am Burghügel beim Gehöft Gradischnig befand sich eine alte Wehranlage, die den Übergang vom Mießtal ins Jauntal überwachte. Diese wurde um 450 v. Chr. von den Kelten und später von den Römern übernommen und weiter ausgebaut.
Durch Loibach führte die wichtige römische Staatsstraße von CELEIA nach IVENNA und weiter nach VIRVNUVM. Hier befand sich eine wichtige Mutationes mit Bronze- und Eisenschmieden, einer Glaserzeugung, einer Pferdewechselstation und mehreren Tavernen. Grabdenkmäler aus dem 2. und 3. Jhd., eines davon mit wunderbarer Löwendarstellung begrenzten den römerzeitlichen Ort. In der Spätantike war der Loibacher Burgus Teil des inneralpinen Limes.
Nach 592 n. Chr. siedelten sich hier im Zuge des Awarensturmes slawische Siedler an, die Vorfahren der heutigen Kärntner Slowenen. Bei der Volkszählung im Jahre 1910 gaben noch 90 % der vorwiegend bäuerlichen Bevölkerung Slowenisch als Muttersprache an.
Im Hochmittelalter kam die Burg und der Ort Loibach (Leupach, Leugach) von der Familie der Gräfin Wichburg an die Heunburger Grafen, welche zur Verwaltung dieser Güter eine Ministerialenfamilie einsetzten. 917 fand „unter der Burg Leupach“ eine gewaltige Schlacht gegen die anstürmenden Magyaren statt. Loibach ist somit der älteste schriftlich dokumentierte Ort der Stadtgemeinde Bleiburg. Die „Loibacher Ritter“ sind vom 12. – ins 16. Jahrhundert überliefert, wobei sie Berater der Herzöge, Burggrafen zu Dürnstein (Stmk.) und Bergmeister des Klosters St. Paul in Marburg waren.
Historisch gesehen gibt es drei Loibach: St. Georgen zu Oberloibach (heute eigener Ort), St. Bartholomäus zu Mitterloibach und St. Andreas zu Unterloibach. Loibach war von 1850 bis 1964 eine eigenständige Gemeinde, wobei die Orte Lokowitzen, Langsteg und Homberg (heute alle SLO) Teil des Gemeindegebietes waren.
1964 erfolgte die Zusammenlegung mit der Gemeinde Moos zur Stadtgemeinde Bleiburg und die Zusammenlegung der Orte Ober- und Unterloibach zu Loibach.
Loibach war Teil des „Ortstafelstreites“. Die Bezirkshauptmannschaft Völkermarkt setzte den Ortsnamen vorerst auf Loibach fest. Im Ort lebende Kärntner Slowenen fochten diesen Bescheid vor Gericht an. Heute ist die Ortsbezeichnung LOIBACH – LIBUČE.
In Loibach steht die kroatische Gedenkstätte auf dem Loibacher Feld, die ein wichtiger kroatischer Erinnerungsort ist.
Von 1873 bis 2014 gab es in Loibach eine zweiklassige Volksschule. Heute befindet sich darin das „Atelier der Kunst“ von Gregor und Tatjana Kovačič.

## Filialkirche hl. Andreas

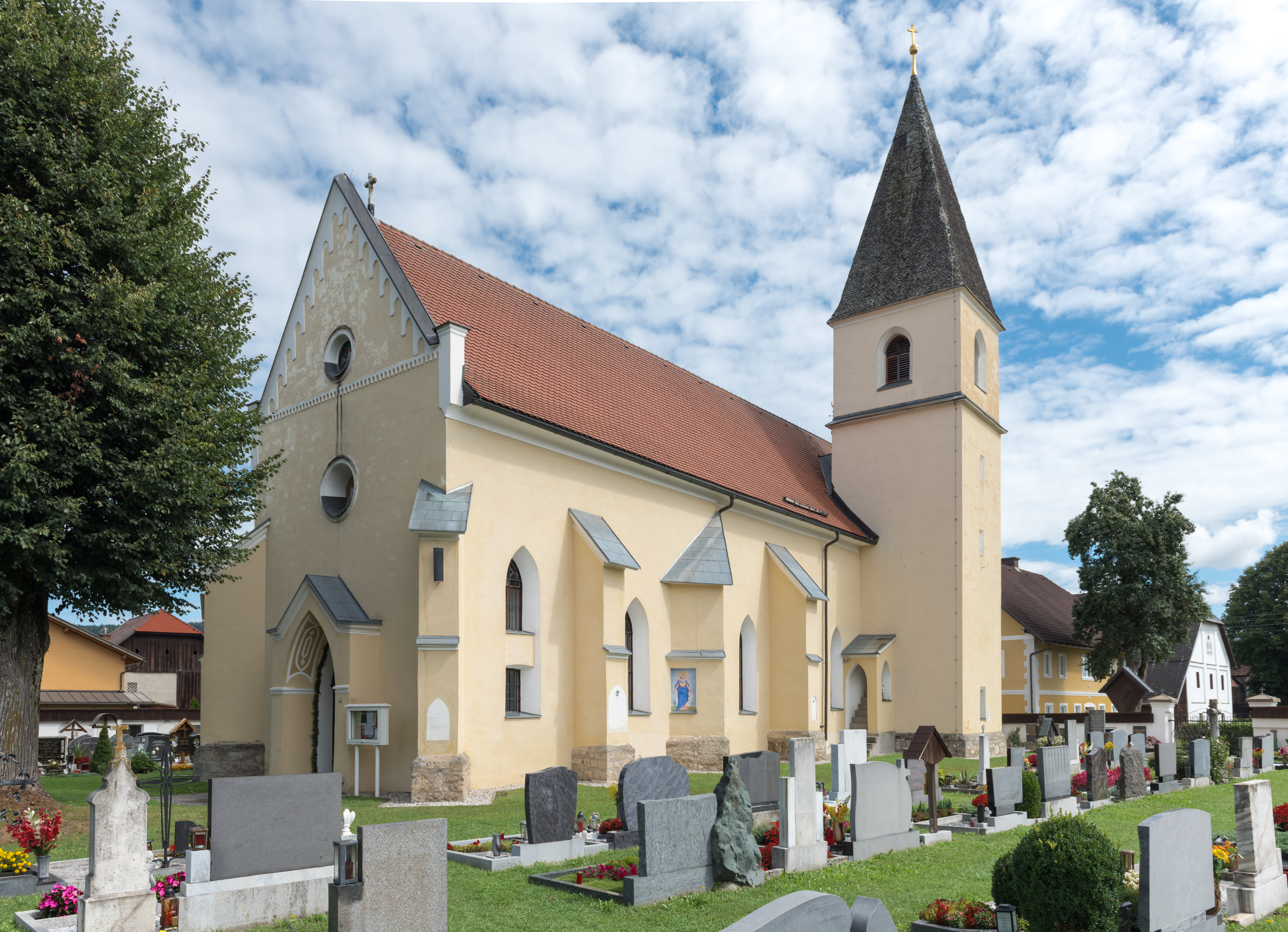
Filialkirche hl. Andreas in Unterloibach

Der spätgotische Bau der zweiten Hälfte des 15. Jahrhunderts liegt in Unterloibach und ist von einem Friedhof umgeben. Urkundlich erstmals erwähnt wird das sakrale Bauwerk im Jahre 1481. Das Langhaus erfuhr im Jahr 1899 eine Verlängerung nach Westen um drei Joche und wurde gleichzeitig zum Teil erneuert. Der gotische Turm mit Pyramidendach befindet sich südlich des Chores; nördlich davon wurde im 19. Jahrhundert die Sakristei errichtet. Am Chor stützen dreistufige Strebepfeiler das Bauwerk.
Im Langhaus wird ein sechsjochiges Netzrippengewölbe vom Ende des 19. Jahrhunderts von Konsolen getragen. Die Westempore ist dreiachsig. Der Triumphbogen ist spitzbogig abgefast. Der Chor hat die Breite des Langhauses, ist zweijochig mit 3/8-Schluss, das spätgotische Netzrippengewölbe ruht auf Konsoldiensten, die Chorschlusswand ist mit 1472 bezeichnet.
Hochaltar und Antonius-Altar präsentieren sich in barocken Formen, bezeichnet 1914 von Alois Zoratti aus Marburg; die Visionen des hl. Antonius und ein Herz-Jesu-Brustbild fungieren als Hochrelief, Statuen des hl. Anton Einsiedler, des hl. Rochus und zwei kniende Engel vervollständigen das Werk. Der linke Seitenaltar (bezeichnet 1894) ist in barockisierenden Formen gehalten. Der rechte Seitenaltar stammt aus dem Jahre 1912, die Kanzel wurde Ende des 19. Jahrhunderts geschaffen.

## Persönlichkeiten
- Milka Hartman (1902–1997), Dichterin.